# Шлях (Богодухівський район)
Шлях — село в Україні, у Валківській міській громаді Богодухівського району Харківської області. Населення становить 541 особа. До 2020 орган місцевого самоврядування — Шарівська сільська рада.

## Географія
Село Шлях знаходиться на схилах балки Герасиміва, на перетині автомобільної дороги М03 (E40) та залізниці (станція Огульці). До села примикають населені пункти Свинарі, Пасічне, Бурівка і Шарівка.

## Історія
В місцевості села є археологічні пам'ятки доби черняхівської та скіфської культури, які свідчать про наявність поселення людей в кам'яну та бронзову добу.
12 червня 2020 року, розпорядженням Кабінету Міністрів України № 725-р «Про визначення адміністративних центрів та затвердження територій територіальних громад Харківської області», увійшло до складу Валківської міської громади.
19 липня 2020 року, в результаті адміністративно-територіальної реформи та ліквідації Валківського району, село увійшло до складу Богодухівського району.

## Населення

### Мова
Розподіл населення за рідною мовою за даними перепису 2001 року:
| Мова       | Кількість | Відсоток |
| ---------- | --------- | -------- |
| українська | 520       | 96.12%   |
| російська  | 20        | 3.70%    |
| білоруська | 1         | 0.18%    |
| Усього     | 541       | 100%     |